# Uzbekistan i olympiska vinterspelen 2022
Uzbekistan deltog i de olympiska vinterspelen 2022 i Peking i Kina mellan den 4 och 20 februari 2022.
Uzbekistans lag bestod av en manlig alpin skidåkare. Komiljon Tukhtaev var landets fanbärare vid öppningsceremonin. Vid avslutningsceremonin var en volontär landets fanbärare.

## Alpin skidåkning
| Idrottare         | Gren                 | Åk 1    | Åk 1      | Åk 2             | Åk 2             | Totalt           | Totalt           |
| Idrottare         | Gren                 | Tid     | Placering | Tid              | Placering        | Tid              | Placering        |
| ----------------- | -------------------- | ------- | --------- | ---------------- | ---------------- | ---------------- | ---------------- |
| Komiljon Tukhtaev | Herrarnas storslalom | 1.12,77 | 35        | 1.14,72          | 27               | 2.27,49          | 29               |
| Komiljon Tukhtaev | Herrarnas slalom     | DSQ     | DSQ       | Gick inte vidare | Gick inte vidare | Gick inte vidare | Gick inte vidare |